# رخت‌آویز

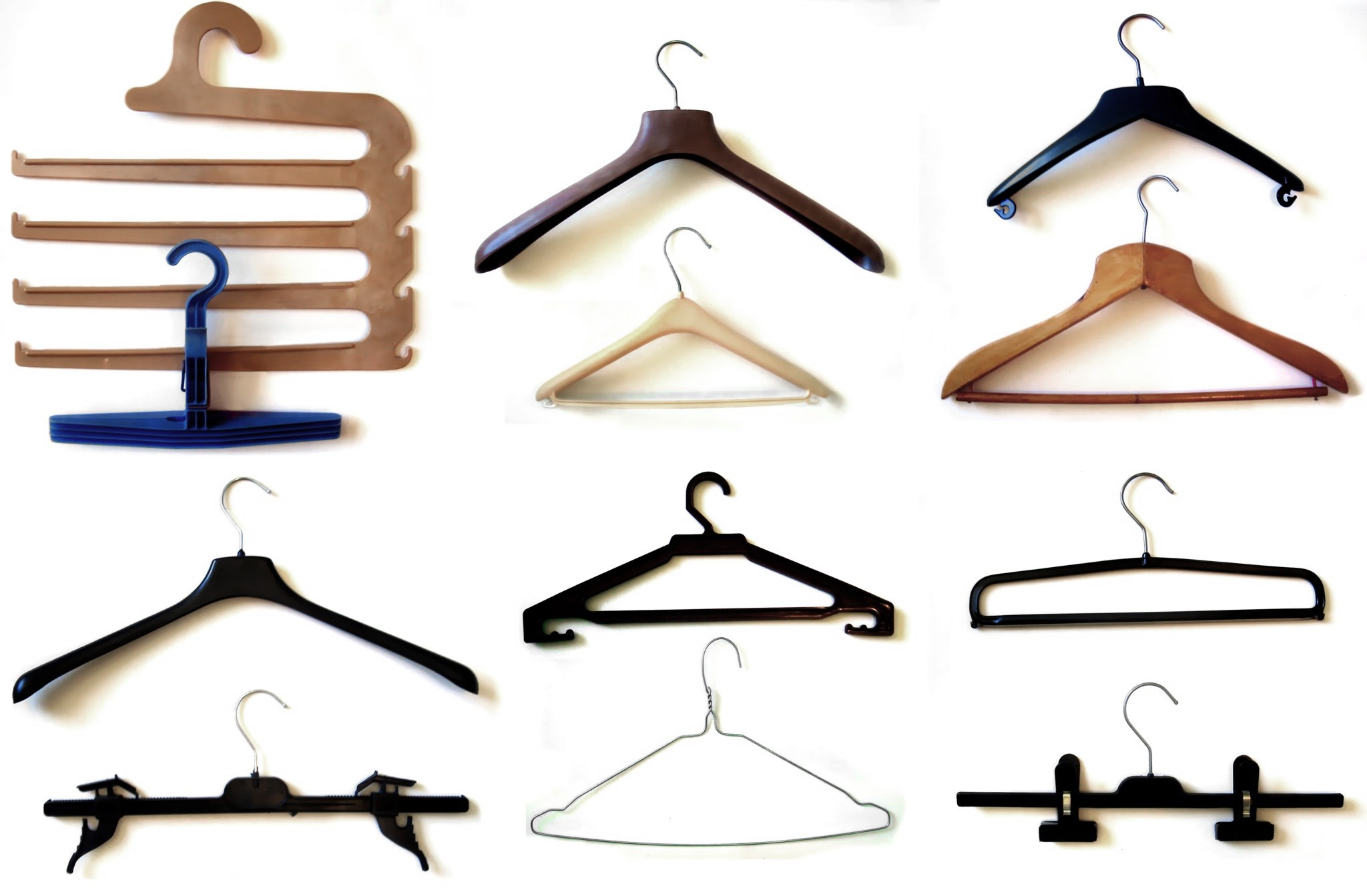
انواع رخت‌آویز

رخت‌آویز، آویز، چوب‌رختی، چوب‌ لباسی، توشه‌نگهدار (به انگلیسی: Clothes hanger)؛ وسیله‌ای است که از ایران باستان تا به امروز بوده است و از آن برای آویزان کردن انواع لباس استفاده می‌شود. این وسیله در خانه، محیط کار، مراکز تفریحی، عبادتگاه‌ها، استخرها و ... استفاده می‌شود. در گذشته بیش‌تر از رخت‌آویز چوبی برای آویزان کردن لباس استفاده می‌شد ولی این روزها رخت‌آویزهای فلزی بیش‌تر رایج است.
از انواع رخت‌آویز می‌توان از توشه‌نگهدار نام برد. برخی بر این باورند که سازنده‌ی این وسیله فردی امریکایی به‌نام اُ. ای نورث می‌باشد.